# Śniegotni
Śniegotni (Śniegotny) – potok w paśmie Równicy w Beskidzie Śląskim, lewobrzeżny dopływ Brennicy o długości 2,08 km. Płynie w całości na terenie Brennej.
Źródła na wysokości ok. 675 m n.p.m. na wschodnich stokach Równicy. Spływa w kierunku północno-wschodnim. Na wysokości 381 m n.p.m. uchodzi do Brennicy nieopodal kapliczki w przysiółku Pinkas.
W środkowej części biegu potoku, na lewym stoku jego dolinki, niewielki gospodarczy kamieniołom. W dolnej części dolinki zabudowania osiedla Śniegociny.